# 大纵湖
大纵湖是一个位于中国江苏省兴化市、江苏省盐城市的湖泊，面积约为28平方千米。